# آنتوکونالا
آنتوکونالا (به لاتین: Antokonala) یک منطقهٔ مسکونی در ماداگاسکار است که در وندروزو واقع شده‌است. آنتوکونالا ۳٬۸۷۰ نفر جمعیت دارد و ۱۵۰ متر بالاتر از سطح دریا واقع شده‌است.